# Thuốc cản quang

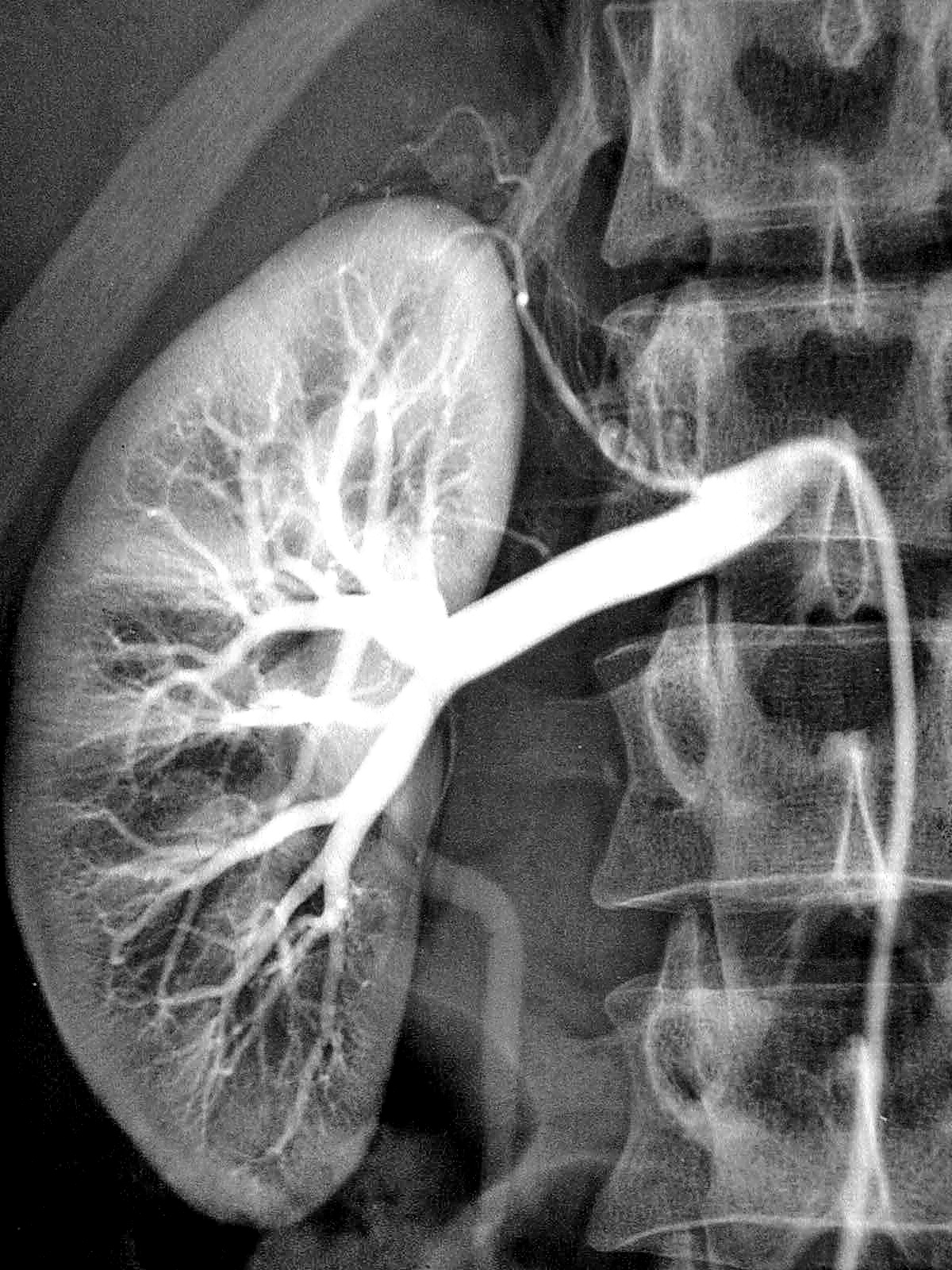
Hình mạch máu của một thận lành mạnh

Thuốc cản quang là những chất được sử dụng để tăng cường mức độ tương phản của cấu trúc hoặc dịch cơ thể khi chụp hình trong chẩn đoán X quang, chụp cộng hưởng từ hay siêu âm. Nó thường được dùng để nhận rõ các mạch máu và các bộ phận trong hệ tiêu hóa.

## Phân loại

### Thuốc cản quang chứa Iod
Thuốc cản quang chứa Iod có bản chất là polymer gắn Iod. Tác dụng của thuốc phụ thuộc vào lượng Iod được gắn vào polymer. Thuốc cản quang chứa Iod là loại thuốc cản quang có số lượng sử dụng nhiều nhất (trên 50% theo số lượng thống kê tại Mỹ vào năm 2006).
Thuốc cản quang chứa Iod được phân thành hai loại: Thuốc cản quang chứa Iod tan trong dầu và thuốc cản quang chứa Iod tan trong nước.